# Salačova Lhota
Salačova Lhota là một làng thuộc huyện Pelhřimov, vùng Vysočina, Cộng hòa Séc.

## Hình ảnh

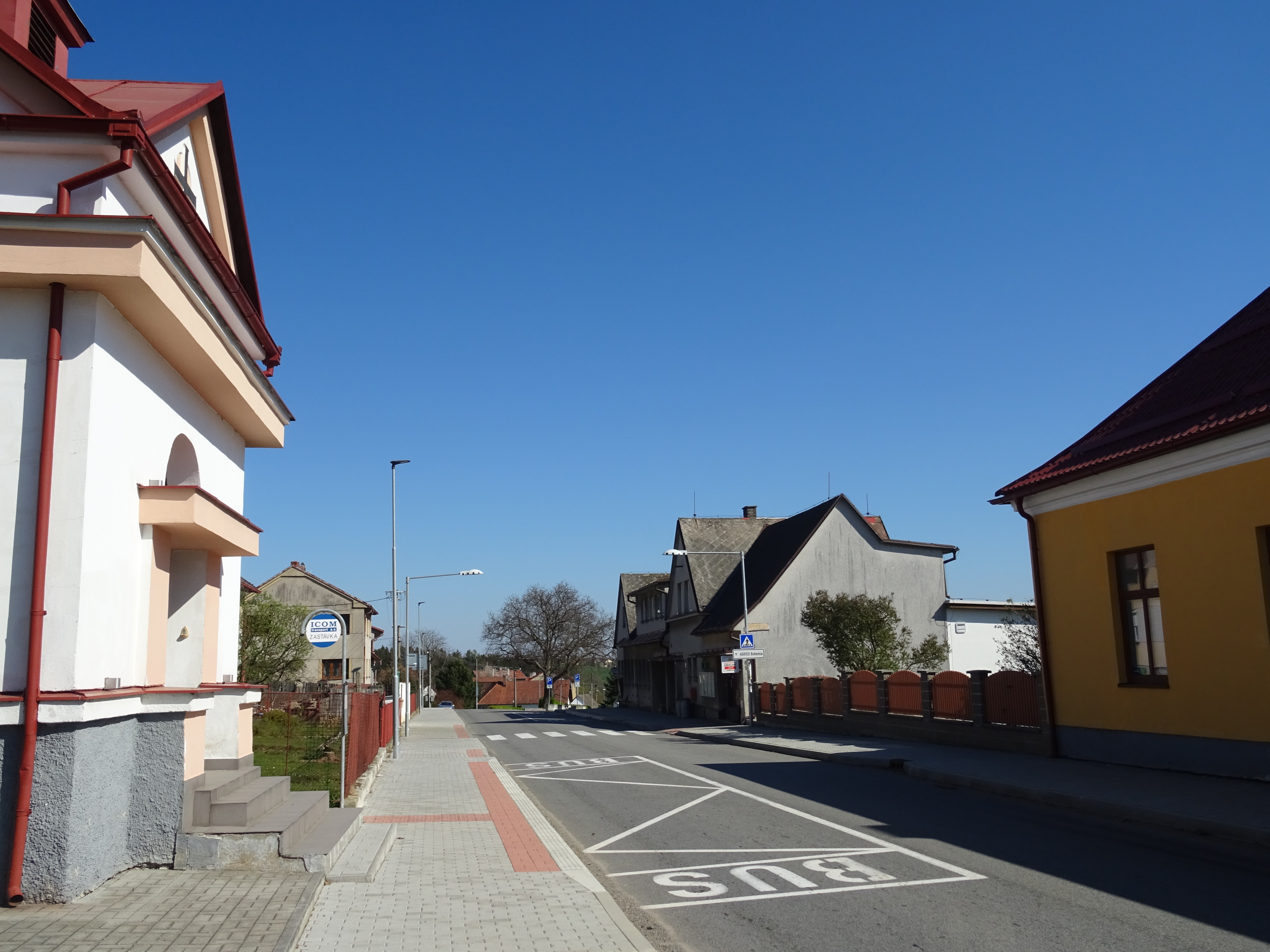
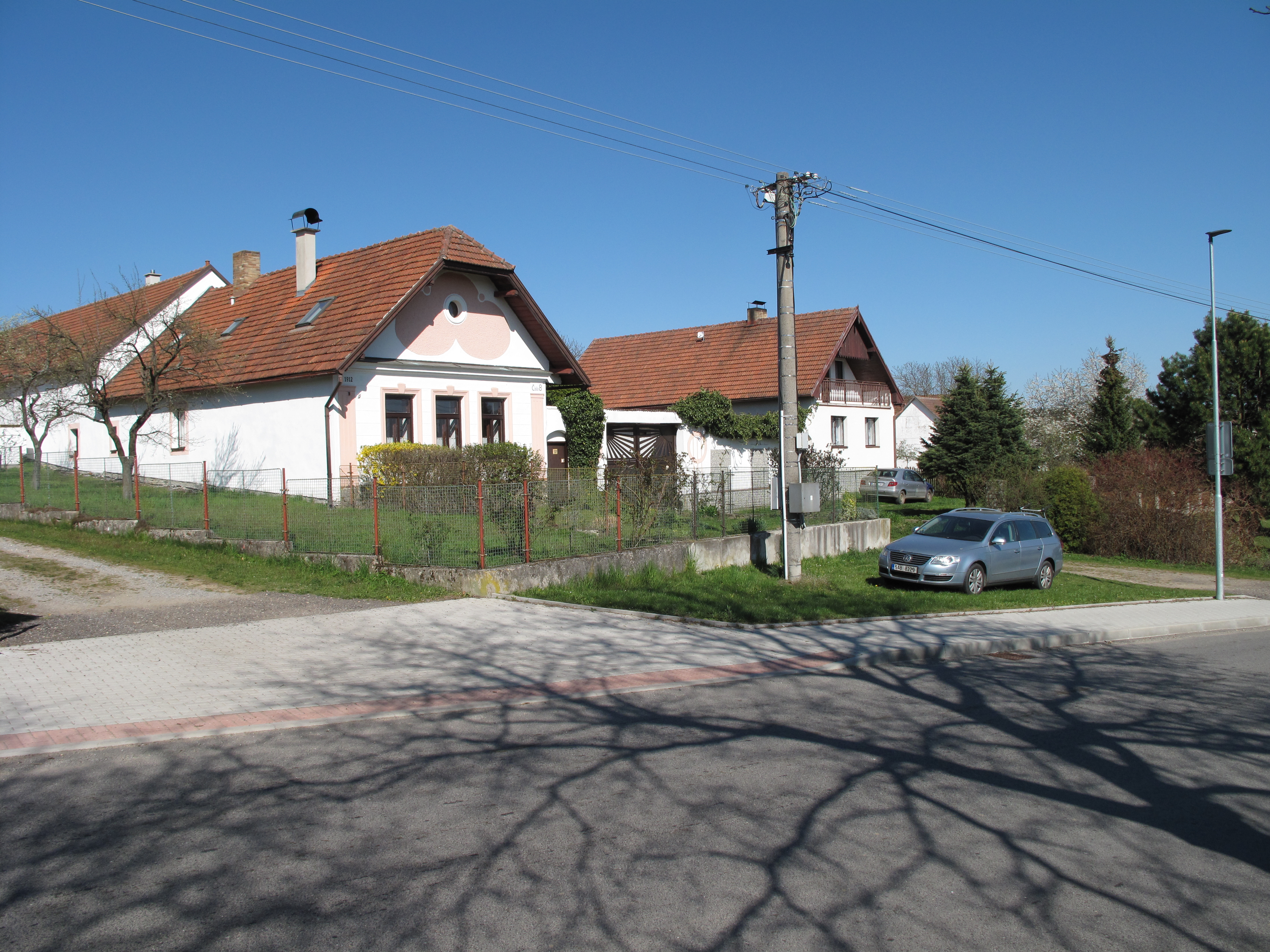
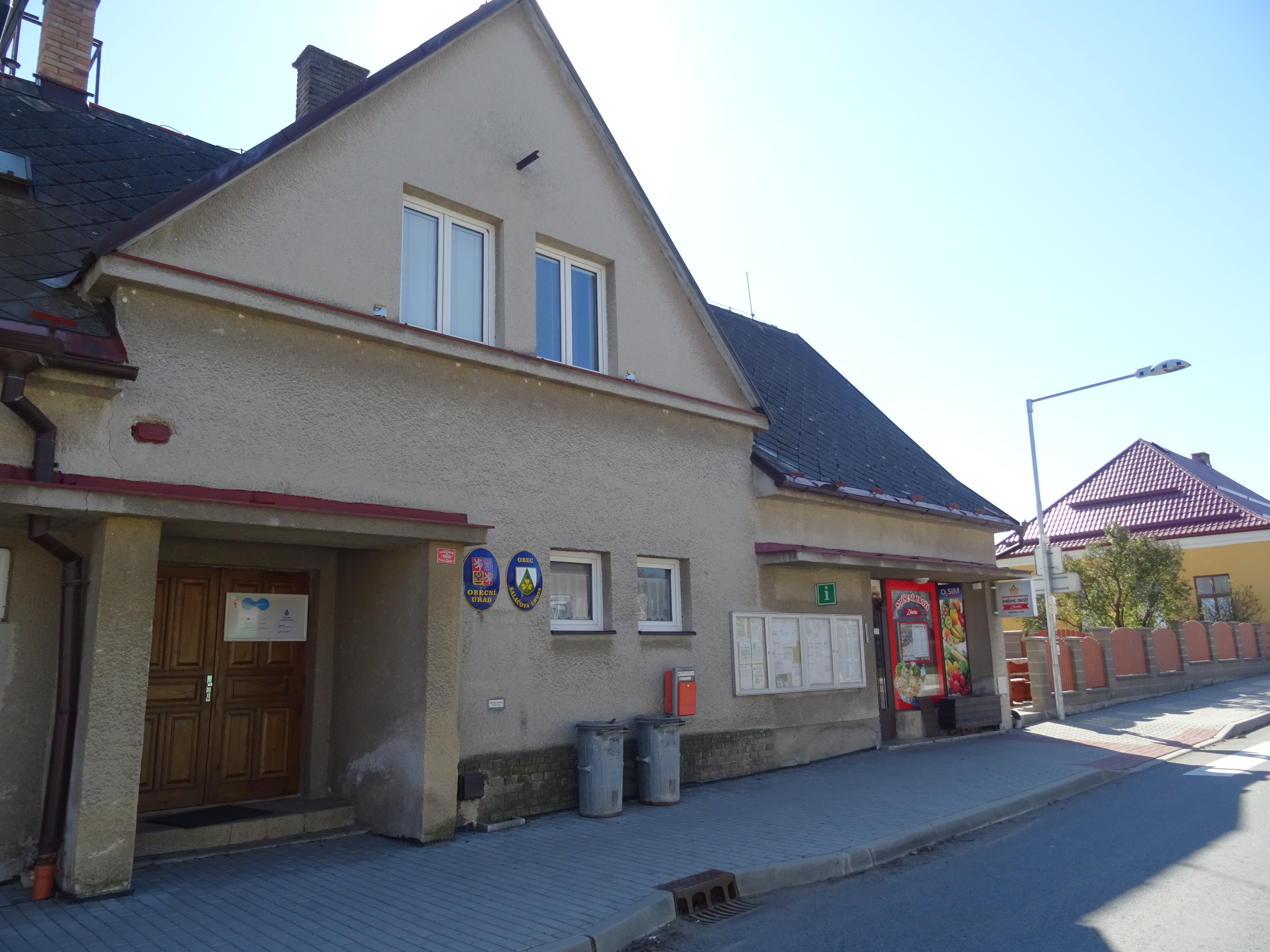